# Güterbahnhof Le Flon

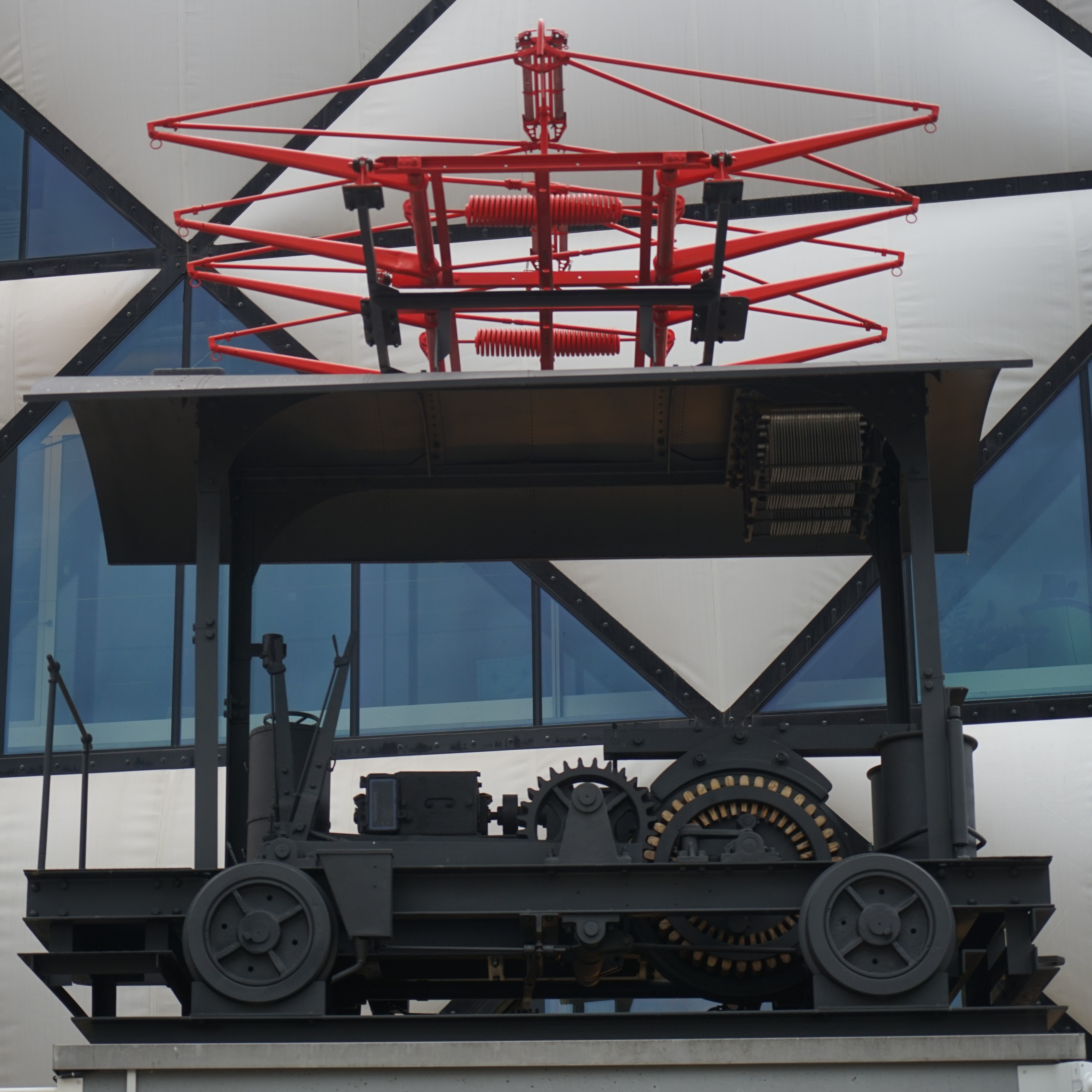
Traktor des chariot transbordeur auf dem Lift zum Parkhaus

Der Güterbahnhof Le Flon (französisch Gare marchandises du Flon, Gare du Flon) war bis in die 1920er Jahre der wichtigste Güterbahnhof in der Schweizer Stadt Lausanne. Er wurde 1877 eröffnet und 1979/1984 geschlossen. Über 100 Jahre transportierten dort Schiebebühnen die Güterwagen quer zu ihrer Fahrtrichtung. Seit 1999 entsteht auf dem Gelände das neue Stadtquartier Le Flon. Das ehemalige Zollhaus und Freilager steht unter Denkmalschutz.

## Geschichte

### Gründung und Betriebsaufnahme
Der Ingenieur Louis Gonin und der Unternehmer Jean-Jacques Mercier reichten 1868 ein umfangreiches Projekt bei der Stadt ein, um deren industrielle Entwicklung zu fördern. Neben einer Standseilbahn sollte ein Güterbahnhof im Tal des Flon entstehen. Energie sowie Frischwasser für die Stadt sollten der umgeleitete Grenet und der aufgestaute Lac de Bret liefern. Die private Gesellschaft Compagnie du Chemin de fer Lausanne-Ouchy et des Eaux de Bret wurde Eigentümer des Tals und übernahm die Kosten aller Bauarbeiten, die im Juni 1874 begannen. Mit dem Material, das durch den Bau des Tunnels zum Bahnhof Lausanne der Suisse-Occidentale (SO) anfiel, wurde das Tal westlich der Pont Pichard (später Grand-Pont) aufgeschüttet und planiert. Die Brücke verlor ihre erste Bogenreihe und wurde von 25 auf 13 Meter Höhe reduziert. Die Standseilbahn «Lausanne–Ouchy» (LO) wurde am 12. März 1877 eröffnet und verband bis Januar 2006 Le Flon, zuletzt als Zahnradbahn, mit dem Quai in Ouchy am Genfersee. Die am 4. Dezember 1879 eröffnete Bahn «Lausanne-Gare» (LG) zum Bahnhof erhielt ein zweites Gleis parallel zur LO. Beide Seilbahnen, besonders die LG, dienten dem Güterverkehr und beförderten auch Personen. Nach ihren Eröffnungen wurde Le Flon ein Umschlagplatz für Güter mit zahlreichen Lagerdepots, die Bahnanschluss erhielten.

### Betrieb mit Schiebebühnen
Die normalspurigen Güterwagen wurden von LO bzw. LG auf die Freifläche vor dem Bahnhofsgebäude geschoben und bis 1879 teuer und aufwändig von Pferden weiterbefördert. Ab diesem Jahr wurden die Waggons auf eine kleine Schiebebühne übergeben, die durch ein umlaufendes Seil bewegt wurde. Die Schiebebühne hatte eine Spurweite von 5,04 Meter und wurde lokal als «chariot transbordeur» bezeichnet. Als «transbordeur en fosse» lag ihr Gleis unter dem Niveau der Anschlussgleise, die ohne Rampe angefahren werden konnten. Die Schiebebühne verteilte die Waggons auf einer Strecke von etwa 470 Metern auf 44 Gleise der Anschliesser.
Im Jahr 1908 wurde der Antrieb auf zwei Traktoren mit elektrischem Antrieb umgestellt. Diese hatten eine Spurweite von 1640 mm und bewegten voneinander unabhängig jeweils eine Schiebebühne. Der Betrieb mit 600 V Gleichstrom erforderte zwei Stromabnehmer für jeweils Plus- und Minuspol. Über ihren Spillantrieb konnten sie die Waggons den Anschliessern per Seilzug zustellen.
Auf dem Vorplatz des Lausanner Bahnhofs befand sich ein kleiner Übergabebahnhof für den Güterverkehr, der durch kleine Drehscheiben bedient wurde. Pferde, ab 1881 ein Seilsystem und ab 1906 elektrische Traktoren (Te 1/2; 750 V Wechselstrom) zogen die Waggons diagonal über die Strasse zu einer weiteren Drehscheibe, auf der sie einzeln gedreht wurden. Der Wagen der Seilbahn LG schob dann je nach Bedarf ein bis zwei Waggons hinauf nach Le Flon. Die Drehscheibe begrenzte den Radstand der Güterwagen auf 5,50 Meter, der in etwa gleicher Grösse durch die Länge der Schiebebühnen limitiert wurde.
Güterwagen, die vom Bahnhof nach Ouchy überstellt werden sollten, mussten mit der LG nach Le Flon transportiert werden und wurden dort mit der Schiebebühne auf das Gleis der LO umgesetzt. In Ouchy wurden sie mittels Schiebebühne vom Hauptgleis genommen und mit einem Traktor zum Quai oder zum Kunden befördert, beispielsweise zum Gaswerk. 

### Aufzug zur LEB
Ein weiteres Güterbahnhofsgebäude wurde 1900 an der «Rue de Genève 2–6» errichtet, dessen Dach auf dem Niveau der «Rue du Grand-Pont» lag. Waggons konnten dort in die vierte Gebäudeachse (von Westen) einfahren und mit einem Aufzug 13 Meter hoch auf das Dach befördert werden. Dort lag eine Drehscheibe mit der ein Ladegleis, zum Umladen auf Fuhrwerke, oder die Hauptstrasse erreicht werden konnten. Auf der Strasse waren zu den Schienen des meterspurigen Tram weitere verlegt, sodass die Normalspurwagen bis zum nahen Bahnhof Lausanne-Chauderon der ebenfalls meterspurigen Lausanne–Echallens–Bercher-Bahn (LEB, bis 1912 L-E) befördert werden konnten. Der Aufzug war für Lasten bis 70 Tonnen ausgelegt und vom 7. Mai 1902 bis 1954 in Betrieb. Das Dach wurde anschliessend als Parkplatz benutzt. Nach einer Renovation durch die Groupe LO wurde die Fläche 2002 möbliert, begrünt und in «Terrasse Jean-Monnet» umbenannt. Durch einen Aufzug wird das «Quartier du Flon» erreicht, sein Schutzdach deutet Lage und Grösse des Waggonaufzugs an. Wegen der Grundstücksform des Gebäudes werden dieses und seine Terrasse oft «la banane» genannt.

### Anschlussbahn zur SBB

Luftbild des Güterbahnhofs, 1925

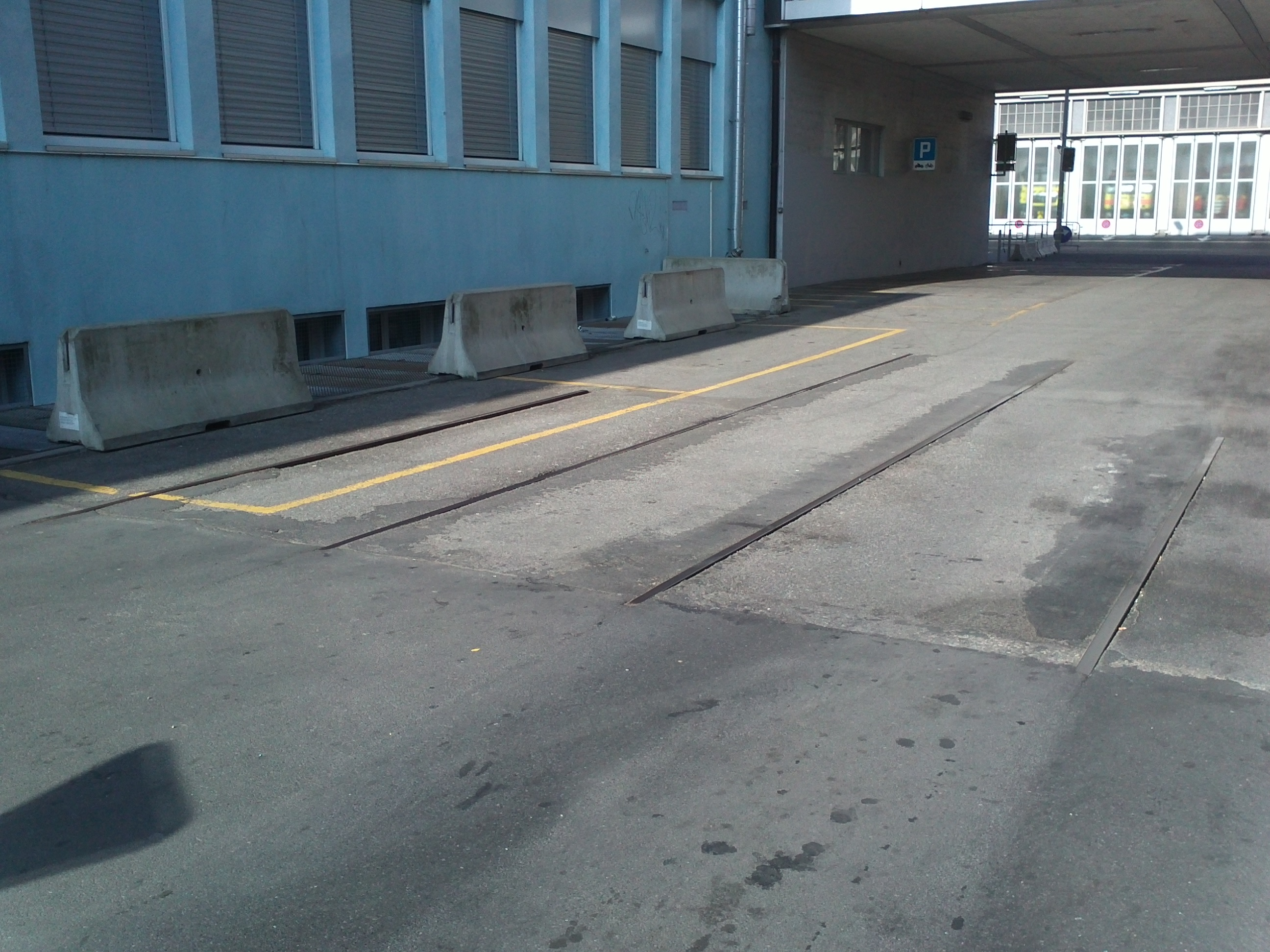
Reste der vier Schienen des chariot transbordeur

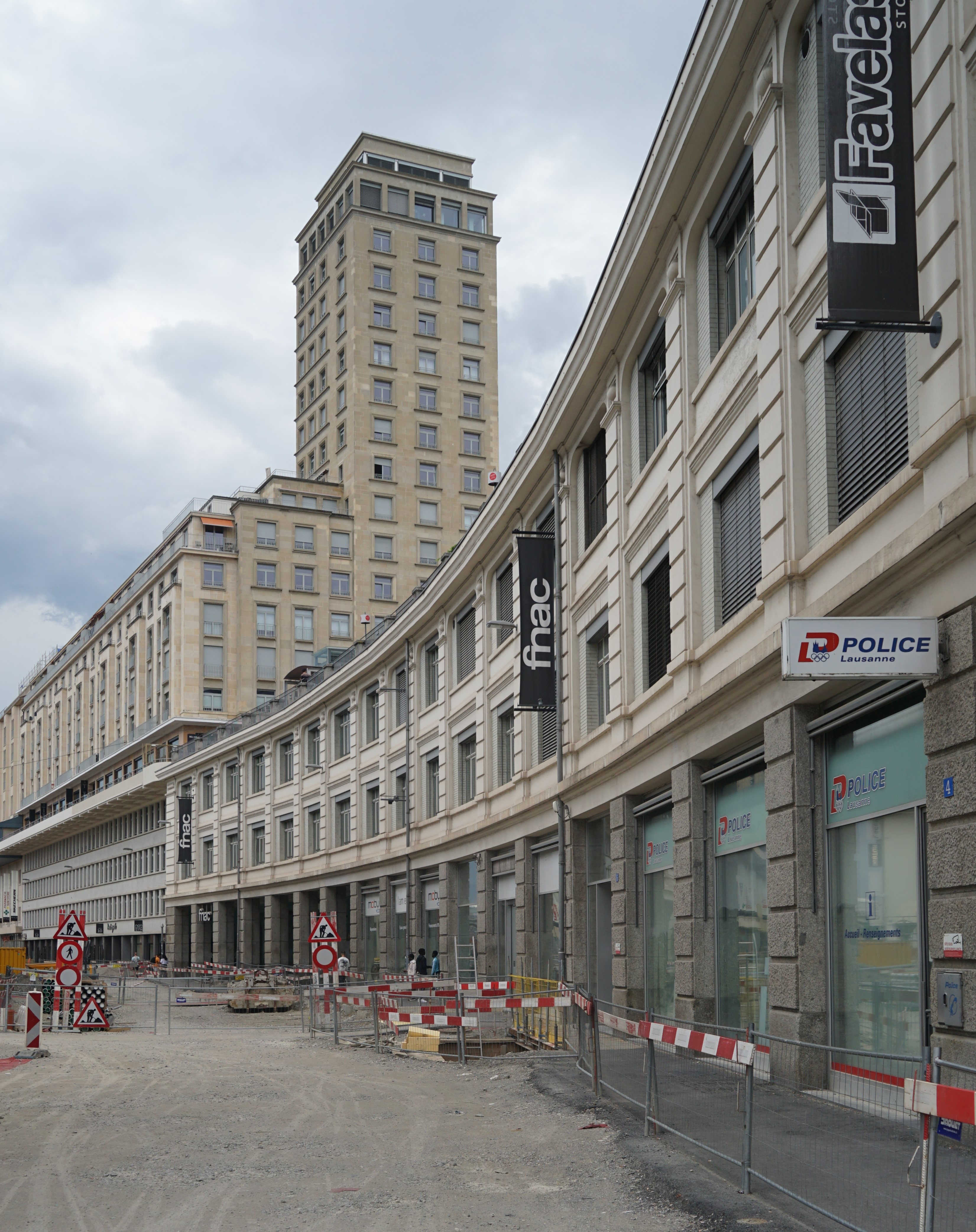
Gebäude, das den Aufzug zur LEB beherbergte, 2025

Zu Beginn des 20. Jahrhunderts war Le Flon der wichtigste Güterbahnhof der Stadt mit etwa 47'000 Einwohnern. Aus der Gerberei und dem Familienunternehmen Mercier entwickelte sich eine Verwaltungsgesellschaft, die im Laufe der Zeit weitere Immobilienflächen erwarb. Ein Vertrag zwischen Stadt und der Gesellschaft regulierte von 1930 bis 1980 die rasche Erschliessung des Quartiers, regelte die Ansiedlung der Gebäuden und legte eine einheitliche Bauhöhe fest.
Im Jahr 1953 wurde eine 980 Meter lange Anschlussbahn vom neuen Güterbahnhof Sébeillon der SBB entlang der Rue de Genève nach Le Flon gebaut. Ihre Einweihung erfolgte am 18. Mai, einen Tag nach Eröffnung des Güterbahnhofs, die die Einstellung des Güterverkehrs im Bahnhof Lausanne zur Folge hatte. Bedient wurde der Anschluss von elektrischen (15 kV) Rangierlokomotiven Ee 3/3 der SBB. Da die Schiebebühnen weiterhin für die Zustellung verwendet wurden, mussten die ankommenden und abgehenden Wagen um 90 Grad gedreht werden. In dem kleinen Übergabebahnhof wurde eine gebrauchte «grosse» Lokdrehscheibe eingebaut. Ein Traktor Te 1/2 zog einen Güterwagen auf die Drehscheibe und drückte ihn anschliessend zum «chariot transbordeur». Nach der Umnutzung des Quartiers wurde auf dem Areal des Übergabebahnhofs die örtliche École-club errichtet.
Den ersten, privaten Güterbahnhof Sébeillon hatte 1927 die Société industrielle de Sébeillon-Lausanne (SISL) eingeweiht. Er erschloss neue Industriegebiete im Westen der Stadt. Die SBB hatte 1903 den Rangierbahnhof Renens der SO (seit 1890 Jura-Simplon-Bahn (JS)) übernommen. Er liegt, wie der 1971 eröffnete grosse Rangierbahnhof Lausanne (Lausanne triage), ausserhalb der Stadt.

### Betriebseinstellungen
Die Eröffnung der Anschlussbahn bedeutete 1953 das Ende des Gütertransports und der, bei zunehmenden Strassenverkehr, gefährlichen Querung der «Avenue de la Gare» durch die LG. Der Gütertransport zur LEB wurde 1954, der der LO vom Quai in Ouchy wurde 1958 eingestellt. Leistungsfähigere Zahnradbahnen mit Oberleitung ersetzten nach einem Umbau 1958/1959 die beiden Standseilbahnen, die als fortan als «Métro» bezeichnet wurden. Der ehemalige Übergabebereich diente als Parkplatz sowie Abstellbereich für Fahrzeuge der LG.
Die limitierte Länge der Güterwagen und ihr einzelner Transport quer zur Fahrtrichtung machten den Betrieb des Güterbahnhofs zunehmend unwirtschaftlich. Am 28. Dezember 1979 wurde auch die Verbindung nach Sébeillon geschlossen und das Areal wurde bis 1984 noch mit Camions bedient. Der Güterumschlag verlegte sich in andere Quartiere. Die Lagergebäude wurden in Büroräume oder Handwerker- und Künstlerateliers umgewandelt. Die Eröffnung der Diskothek «Moulin à danses» (kurz MAD) erfolgte ebenfalls in den 1980ern. Die Groupe LO verkaufte 1984 die Bahnen an die Stadt Lausanne und konzentrierte sich auf die Entwicklung der Immobilien. Nach einer längeren Planungszeit wurde im Juni 1999 ein neuer Teilnutzungsplan verabschiedet, der die Umgestaltung des «Quartier du Flon» in ein kreatives und modernes Viertel vorsah. Eine neue Dynamik entstand als 2009 die Mobimo Holding die LO Holding erwarb und Eigentümerin des Quartiers wurde. Das «Quartier du Flon» hat jährlich 7,5 Millionen Besucher, 28 Restaurants und Bars sowie 62 Anbieter im Einzelhandel.
Die «Voie du Chariot» ist als ehemaliger Schienenweg der Schiebebühne die Hauptachse der Fussgängerzone des Quartiers. Ein restauriertes Exemplar des Traktors des chariot transbordeur ist auf dem Lift zum Parkhaus im Zentrum des Viertels aufgestellt.

## Zollhaus, Freilager und Lagergebäude

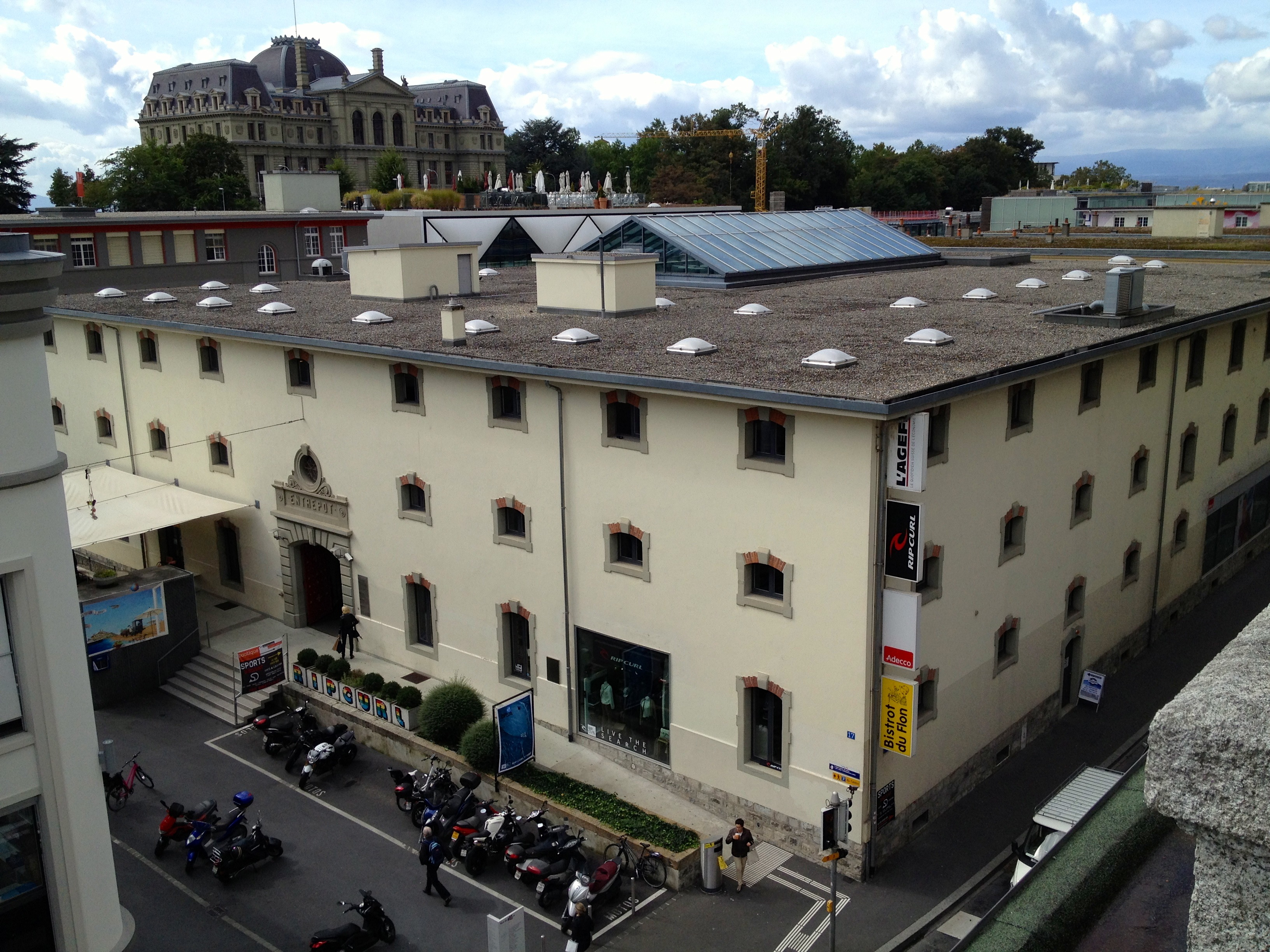
Zollgebäude und Freilagerhaus, 2013

Die Société des Entrepôts de Lausanne (Lagerhausgesellschaft Lausanne) wurde im August 1884 gegründet und errichtete weitere Lagerhäuser neben dem 1885 errichteten staatlichen Zollhaus und Freilager (bâtiment douanier et port franc). Mit neun zu zehn Achsen ist das dreigeschossige Gebäude annähernd quadratisch angelegt. Die Büros werden durch einen modernen Lichthof beleuchtet. Das Bauwerk wurde als Kulturgut von regionaler Bedeutung (B-Objekt) in das schweizerische Inventar aufgenommen. Die anderen Lagergebäude erfuhren ebenfalls Umnutzungen.

## Spätere Verkehrsanbindung des Areals
Die Linie M1 der Métro Lausanne verbindet seit Juni 1991 Le Flon mit der Technischen Hochschule, der Universität Lausanne (UNIL) und dem Bahnhof Renens der Gemeinde Renens im Westen der Stadt. Im Januar 2006 erfolgte die endgültige Stilllegung der Zahnradbahn. Seit Oktober 2008 werden der Bahnhof und Ouchy sowie das Universitäre Spitalszentrum (CHUV) und die Gemeinde Epalinges von der U-Bahn-Linie M2 bedient. Sie fährt auf Gummireifen, ist die einzige U-Bahn der Schweiz sowie die steilste Adhäsions-U-Bahn mit dem grössten Höhenunterschied aller U-Bahnen der Welt.
Die Lausanne–Echallens–Bercher-Bahn (LEB) erhielt im Mai 2000 den unterirdischen Kopfbahnhof Lausanne-Flon, eine derartige Verbindung zum Umsteigen nach Ouchy war seit 1873 in Planung. Ein oberirdisches Tram von Le Flon über Renens nach Villars-Sainte-Croix mit Endstation und einer Haltestelle «Port-Franc» im Quartier du Flon ist derzeit im Bau. Die Strecke folgt teilweise dem Verlauf der Anschlussbahn von 1953.
Die über 90 Meter lange «Passerelle Lucy Dutoit» führt vom Hôtel Lausanne-Palace zum nördlichen Ende der Grand-Pont. Von ihr führt eine Aufzugsanlage zur «Place de l’Europe», dem ehemaligen Übergabebereich von LO und LG an den chariot transbordeur.

## Belege
1. 1 2 3  flon.ch: Kurze Geschichte vom Flon. Abgerufen am 30. Juni 2025.
2. ↑  Die französische Bezeichnung für Schiebebühne ist im allgemeinen «pont transbordeur».
3. ↑  Messung auf map.geo.admin.ch von Swisstopo; in der Literatur werden 330 Meter genannt, die nach den Fotografien eindeutig zu kurz bemessen sind.
4. ↑  mapud-forum.de: Anschlussbedienung – damals in Lausanne. Abgerufen am 30. Juni 2025.
5. ↑  guillaumemorand.wordpress.com: Foto von «chariot transbordeur» und Traktor. Abgerufen am 30. Juni 2025.
6. ↑  funimag.com: Situation am Bahnhof Lausanne, links die Station der LG, rechts die der LO (Foto). Abgerufen am 30. Juni 2025.
7. ↑  forum.trainminiaturemagazine.be: Die beiden ersten Fotos zeigen das Gebäude mit dem Aufzug. Abgerufen am 30. Juni 2025.
8. ↑  lausanne-tourisme.ch: Terrasse Jean-Monnet. Französisch, abgerufen am 30. Juni 2025.
9. ↑  Vor dem Gebäude die Baustelle der neuen Strassenbahn, dahinter der Bel-Air-Turm.
10. ↑  guillaumemorand.wordpress.com: Übergabebahnhof der Anschlussbahn (Foto: 1970er Jahre). Abgerufen am 30. Juni 2025.
11. ↑  Mobimo fusioniert mit LO Holding. Abgerufen am 30. Juni 2025.
12. ↑  flon.ch: Facts & Figures. Abgerufen am 30. Juni 2025.
13. ↑  KGS-Nr.: 06146. In: Kantonsliste A- und B-Objekte Kanton VD. Schweizerisches Kulturgüterschutzinventar mit Objekten von nationaler (A-Objekte) und regionaler (B-Objekte) Bedeutung. In: Bundesamt für Bevölkerungsschutz BABS – Fachbereich Kulturgüterschutz, 1. Januar 2024,  (PDF; 390 kB, 19 S., Revision KGS-Inventar 2021 (Stand: 1. Januar 2023)).